# إسحاق همفريز
إسحاق همفريز (بالإنجليزية: Isaac Humphries) (5 يناير 1998 بسيدني في أستراليا - ) هو لاعب كرة سلة أسترالي في مركز هجوم قوي الجسم. لعب مع سيدني كينجز وكنتاكي وايلد كاتس ‏.

## وصلات خارجية
- إسحاق همفريز على موقع الاتحاد الدولي لكرة السلة (الإنجليزية)
- إسحاق همفريز على موقع إن بي أي (الإنجليزية)
- إسحاق همفريز على موقع سبورتس رفرنس (الإنجليزية)
- إسحاق همفريز على موقع كرة السلة الأوروبية.كوم (الإنجليزية)
- إسحاق همفريز على موقع إي إس بي إن.كوم (الإنجليزية)
- إسحاق همفريز على موقع كلية كرة السلة في سبورتس رفرنس.كوم (الإنجليزية)
- إسحاق همفريز على موقع ريلجم (الإنجليزية)
- إسحاق همفريز على موقع بروبوليرز (الإنجليزية)
- إسحاق همفريز على موقع سبورتس رفرنس (الإنجليزية)
- إسحاق همفريز على موقع سبورتس رفرنس (الإنجليزية)